# Turbovela

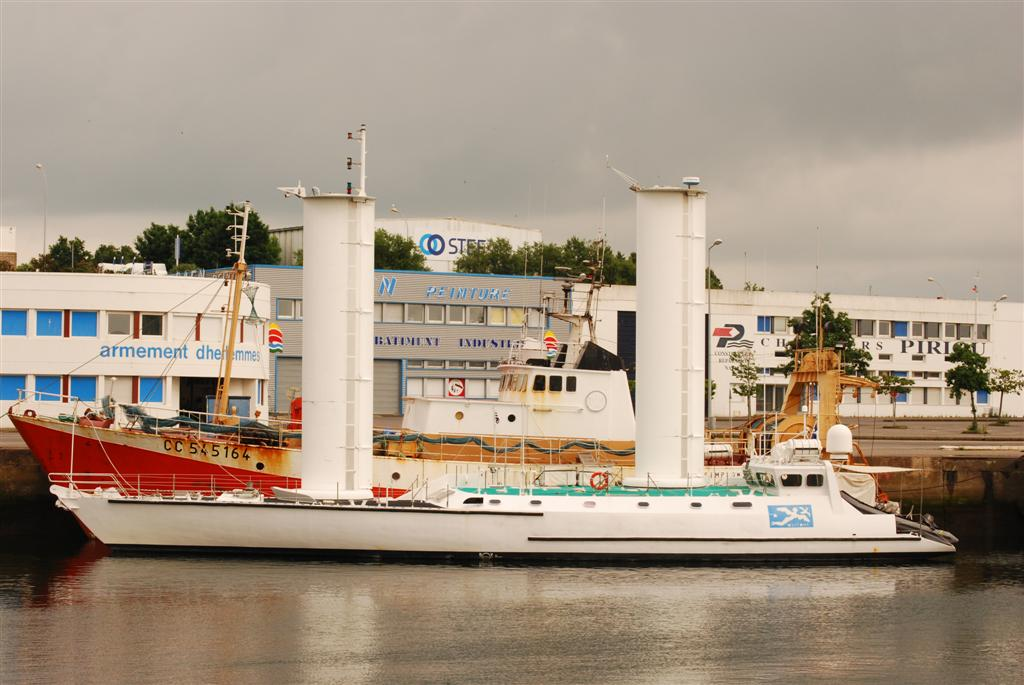
El vaixell Alcyone amb dues turboveles.

Una turbovela (en francès "turbovoile") és una vela rígida que pot propulsar un vaixell aprofitant la força del vent (modificant el flux d'aire incident).
Tot i que funciona segons un principi diferent, està inspirada en l'efecte Magnus i el rotor Flettner.

## Funcionament
Una turbovela consta d'un cilindre buit de secció ovalada i d'un aleró orientable que sobresurt situat al llarg del cilindre. A més disposa d'un sistema d'aspiració que xucla l'aire des de l'exterior cap a l'interior a través d'una ranura practicada al llarg del cilindre.
L'orientació de la ranura i l'aleró es fa en funció de la direcció del vent aparent i el rumb del vaixell. L'objectiu és que el flux d'aire sigui modificat de forma que la zona de pressió més baixa quedi en la posició òptima per a propulsar el vaixell. La força provocada pel vent aparent és perpendicular a l'eix del cilindre. La direcció de la força depèn de l'orientació de la vela. (Vegeu el diagrama del funcionament a "Enllaços externs").

## Inventor
L'inventor de la "turbovela" fou el comandant Cousteau que el va aplicar al vaixell oceanogràfic Alcyone de la seva propietat.